# マーク・ポラット
マーク・ポラット（Marc Porat）は、テクノロジー起業家でありエンジェル投資家である。彼はGeneral Magicを含む6社の創設者である。2000年代初頭、ポラットはクリーンテック企業を設立した技術系エグゼクティブの中でも特に注目を集めた人物である。彼は、建築環境分野で3つの会社を立ち上げた。Serious Materials、Zeta Communities、CalStar Cementの3社を立ち上げ、米中グリーンエネルギー協議会のメンバーでもあった。

## 初期のキャリア
ポラットはコロンビア大学で教育を受け、1972年に卒業した。
スタンフォード大学で大学院研究を続け、製造業ベースの米国経済から情報ベースの経済への移行を予測した博士論文として、情報経済というタイトルの重要な研究について執筆した。ポラットは、最初に米国を「情報社会」として特定したとされる。その後、甥のアーロン・ハーストが「目的経済」について定義して執筆し、ニューエコノミーの台頭を予測するためのインスピレーションをポラットに与えた。
スタンフォード大学卒業後、米国商務省に勤務した後、アスペン研究所のプログラム・ディレクターを経て、アスペン研究所「Program on Communications and Society」のワシントン活動担当エグゼクティブ・ディレクターに就任した。アスペン研究所では、PBS向けに映画「The Information Society」を制作した。
アスペン研究所を去った後、ポラットはPrivate Satellite Network（PSN）を共同設立した同社は、フォーチュン500社の企業や政府機関向けにテレビやデータネットワークを構築・運営する直接放送衛星のイノベーターであった。また、テレビ会議に小口径の屋上アンテナを使用した先駆者でもある。この会社はAppleに売却され、ポラットはAppleに入社した。

## General Magic
ポラットは、初代Macintosh開発チームのアンディ・ハーツフェルド、ビル・アトキンソンとともに1990年にGeneral Magicを設立した。同社は、Sonyから発売されたMagic Linkと呼ばれる初期の携帯情報端末を開発した。当時「Personal Intelligent Communicator」と呼ばれていたこのデバイスは、スマートフォンの先駆けとなった。また、同社は インテリジェント・エージェント の先駆者でもある。
ポラットは1990年から1996年までCEOを務め、1995年に8億3400万ドルの評価で上場した。上場初日に株価が2倍になった。

## 建築環境
2002年、ポラットは、高効率の窓と乾式壁を製造する会社であるSeriousMaterialsを共同設立した。その後、2007年にCalStar Productsを設立した。これは、産業廃棄物の流れからエネルギーを回収する会社であった。彼はまた、2007年にゼータコミュニティ（ZETA）を共同設立し 、グリーン・ビルダー・ホーム・オブ・ザ・イヤー賞を受賞したネットゼロ・エネルギー多世帯住宅を設計および製造する会社である。

## パーソナルライフ
ポラットはイスラエルのフリーダとダン・ポラットの子供として生まれ、イギリスで育った。彼は家族とともに米国に移り、そこで父親はハーバード大学とスタンフォード大学のSLAC国立加速器研究所で働いた。
ポラットの妹であるルース・ポラットは2015年、モルガン・スタンレーのCFOからGoogleに引き抜かれた。フォーブスによって2020年に16番目に強力な女性に選ばれている。